# سارة كيساوزي
سارة سينتونغو كيساووزي (بالإنجليزية: Sarah Ssentongo Kisawuzi)‏ (مواليد 11 نوفمبر 1948) هي مُمثلة أوغندية. اشتهرت المُمثلة بعد أدائها دور «نالوييسو» في مُسلسل «الخداع» (بالإنجليزية: Deception)‏.

## مسارها الفني
اشتهرت سارة كيساووزي أكثر عد أدائها دور «نالوييسو» في مُسلسل «الخداع» (بالإنجليزية: Deception)‏ في الفترة من 2013 إلى 2016، وقد فازت عن هذا الدور بجائزة أفضل ممثلة في حفل توزيع جوائز الترفيه الأوغندية لعام 2015. شاركت سارة في أعمال أُخرى من بينها مُشاركتها سنة 2016 في فيلم ديزني ملكة كاتوي (بالإنجليزية: Queen of Katwe)‏ بأدائها دور جدة كاتيندي. كما شاركت أيضا في مُسلسل «الفرصة الثانية» (بالإنجليزية: Second Chance)‏. أدت أيضا سنة 2019 دور ماما ستيلا في فيلم «سرير الأشواك» (بالإنجليزية: Bed of Thorns)‏، وأذت في نفس السنة دور «باربرا باتي» في مُسلسل درامي تلفزيوني حمل عُنوان «قوة الإرث» (بالإنجليزية: Power of Legacy)‏. شاركت أيضا في مجموعة من الأفلام من بينها فيلم قصير بعُنوان «مُحاولة ذكية» (بالإنجليزية: Smart Attempt)‏ سنة 2012، وفيلم «بسببك» (بالإنجليزية: Because of you)‏، سنة 2009، وفيلم «قلوب في أشلاء» (بالإنجليزية: Hearts in Pieces)‏ سنة 2009، وفيلم «حيث ننتمي» (بالإنجليزية: Where we Belong)‏. أُعلن عن حصول سارة كيساووزي على دور في إنتاج هوليوودي بعُنوان "Little America".

## أعمالها
| عام  | عنوان          | وظيفة       | ملاحظات                                                                   |
| ---- | -------------- | ----------- | ------------------------------------------------------------------------- |
| 2019 | سرير الأشواك   | ماما ستيلا  | فيلم                                                                      |
| 2019 | قوة الإرث      | باربرا بات  | 2019 مسلسل تلفزيوني مستمر                                                 |
| 2016 | ملكة كاتوي     | جدة كاتيندي | فيلم                                                                      |
| 2016 | الفرصة الثانية |             | 2016 - 2018، مسلسل تلفزيوني                                               |
| 2013 | الخداع         | نالويزو     | فازت عن هذا الدور بجائزة أفضل ممثلة في حفل جوائز أوغندا للترفيه لعام 2015 |
| 2012 | محاولة ذكية    |             | فيلم قصير                                                                 |
| 2011 | حيث ننتمي      |             | فيلم                                                                      |
| 2009 | بسببك          |             | فيلم                                                                      |
| 2009 | قلوب في أشلاء  |             | فيلم                                                                      |

## الجوائز والترشيحات
| السنة | المُسلسل | حفل الجوائز                   | الفئة                         | النتيجة | مراجع |
| ----- | ------- | ----------------------------- | ----------------------------- | ------- | ----- |
| 2016  | الخداع  | جوائز مهرجان أوغندا السينمائي | أفضل ممثلة في دراما تلفزيونية | رُشِّح     |       |
| 2015  | الخداع  | جوائز أوغندا للترفيه          | أفضل ممثلة                    | فوز     |       |

## روابط خارجية
سارة كيساوزي على موقع IMDb (الإنجليزية)